# ASG Vorwärts Perleberg
Die ASG Vorwärts Perleberg war eine deutsche Armeesportgemeinschaft aus Perleberg im heutigen Landkreis Prignitz.

## Sektion Fußball
Vorwärts Perleberg trat erstmals 1960 in der viertklassigen Bezirksliga Schwerin im höherklassigen Fußball in Erscheinung. Die Brandenburger belegten in der Auftaktsaison einen dritten Rang, fuhren aber bereits 1962 die Vizemeisterschaft ein und stiegen gemeinsam mit dem Schweriner Bezirksmeister Vorwärts Schwerin in die II. DDR-Liga auf.
Durch die Auflösung der II. DDR-Liga reichte der beachtliche elfte Rang nicht zur Qualifikation für die DDR-Liga. In der Bezirksliga spielte Vorwärts Perleberg wieder im oberen Drittel mit, verpasste aber in den Spielzeiten 1964/65 und 1965/66 als Vizemeister den Aufstieg nur knapp. 1973 wurde die Fußballmannschaft nach Glöwen verlegt und trat im Anschluss als Vorwärts Glöwen an. Die Bezirksliga hielt Glöwen noch bis 1976, wurde später aber analog zu anderen Armeesportgemeinschaften vom Spielbetrieb zurückgezogen und aufgelöst.

## Statistik
- Teilnahme II. DDR-Liga: 1962/63
- Teilnahme FDGB-Pokal: 1970/71, 1975/76 (Vorwärts Glöwen)